# 韋氏細身脂鯉
韋氏細身脂鯉，為輻鰭魚綱脂鯉目脂鯉亞目頂器脂鯉科的其一種，分布於南美洲亞馬遜河至奧里諾科河流域，體長可達1.2公分，棲息在底中層水域，生活習性不明。